# 훌리오 드 카로

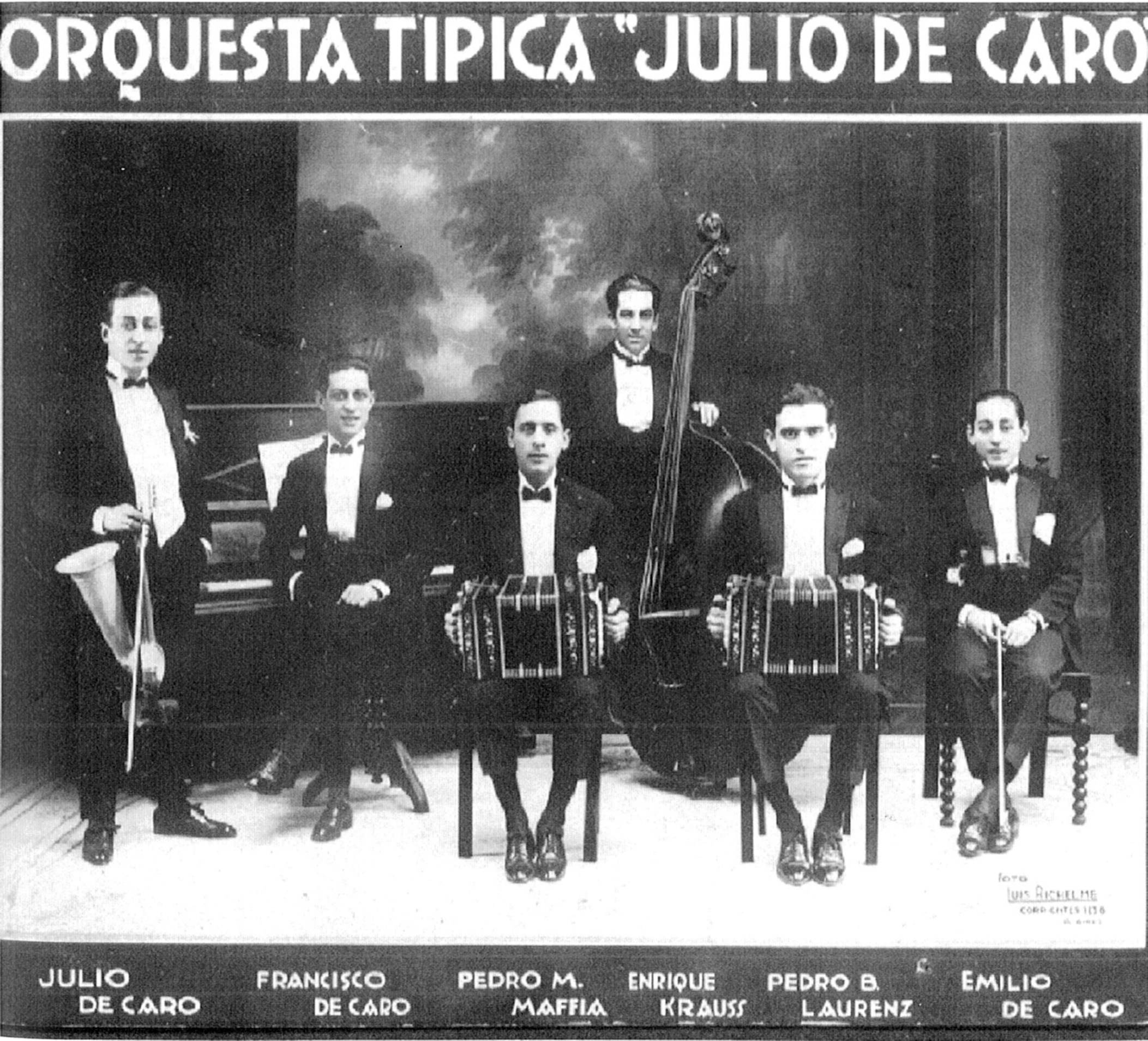
훌리오 드 카로 (왼쪽)

훌리오 드 카로(Julio de Caro, 1899년 12월 11일 ~ 1980년 3월 11일)는 지휘자·바이올린 주자이다. 데 카로는 부에노스아이레스에서 태어났다. 아버지는 음악교사이며 형제가 모두 탱고계에서 활약하였다. 1916년에 바이올린 주자로서 에드아르도 아로라스의 악단에 참가하였다. 1922년에 환 카를로스 코비안의 악단을 계승하여 데 카로가 지휘자로 됐다. 1920년대 후반부터 1930년대에 걸쳐 그는 황금시대를 이룩하고 자신의 개성적인 바이올린을 중심으로 당시로서는 모던한 연주 스타일로 이름을 떨쳐 현대 탱고의 선구를 이룩하였다. 작품에는 독특한 새 감각의 곡이 많으며, 그 가운데서도 <티에라 케리다>, <미라 푼타>, <보에도> 등이 널리 알려져 있다.